# Abdou Moumouni
Jafar Abdou Djabarou Moumouni (Lomé, 19 novembre 1982) è un ex calciatore togolese, di ruolo difensore.

## Carriera

### Nazionale
Ha debuttato in Nazionale l'8 aprile 2000, in Guinea-Bissau-Togo (0-0), subentrando a Moustapha Salifou al minuto 88. Ha partecipato, con la Nazionale, alla Coppa d'Africa 2000 e alla Coppa d'Africa 2002. Ha collezionato in totale, con la maglia della Nazionale, 6 presenze.